# Ryan Westley
Ryan Westley (Exeter, 19 de agosto de 1993) es un deportista británico que compite en piragüismo en la modalidad de eslalon.
Ganó cinco medallas en el Campeonato Mundial de Piragüismo en Eslalon, entre los años 2015 y 2023, y cuatro medallas en el Campeonato Europeo de Piragüismo en Eslalon, entre los años 2015 y 2025.
En los Juegos Europeos de Cracovia 2023 consiguió dos medallas, oro en C1 individual y bronce en C1 por equipos.
Estudió el grado de Ciencias del Deporte y Administración en la Universidad Nottingham Trent.

## Palmarés internacional
| Campeonato Mundial | Campeonato Mundial             | Campeonato Mundial | Campeonato Mundial |
| Año                | Lugar                          | Medalla            | Competición        |
| ------------------ | ------------------------------ | ------------------ | ------------------ |
| 2015               | Londres (Reino Unido)          | Medalla de bronce  | C1 individual      |
| 2017               | Pau (Francia)                  | Medalla de plata   | C1 por equipos     |
| 2018               | Río de Janeiro (Brasil)        | Medalla de plata   | C1 individual      |
| 2018               | Río de Janeiro (Brasil)        | Medalla de bronce  | C1 por equipos     |
| 2023               | Londres (Reino Unido)          | Medalla de plata   | C1 por equipos     |
| Juegos Europeos    |                                |                    |                    |
| Año                | Lugar                          | Medalla            | Competición        |
| 2023               | Cracovia (Polonia)             | Medalla de oro     | C1 individual      |
| 2023               | Cracovia (Polonia)             | Medalla de bronce  | C1 por equipos     |
| Campeonato Europeo |                                |                    |                    |
| Año                | Lugar                          | Medalla            | Competición        |
| 2015               | Markkleeberg (Alemania)        | Medalla de bronce  | C1 por equipos     |
| 2016               | Liptovský Mikuláš (Eslovaquia) | Medalla de bronce  | C1 por equipos     |
| 2018               | Praga (República Checa)        | Medalla de oro     | C1 individual      |
| 2025               | Vaires-sur-Marne (Francia)     | Medalla de oro     | C1 por equipos     |